# Chlorophorus anulifer
Chlorophorus anulifer là một loài bọ cánh cứng trong họ Cerambycidae.